# Discocalyx filipes
Discocalyx filipes är en viveväxtart som beskrevs av Carl Christian Mez. Discocalyx filipes ingår i släktet Discocalyx och familjen viveväxter. Inga underarter finns listade i Catalogue of Life.